# Агапкина, Татьяна Алексеевна
Татьяна Алексеевна Агапкина (род. 22 января 1958, Москва, СССР) — советский и российский фольклорист-славист, этнолингвист. Доктор филологических наук. Главный научный сотрудник отдела этнолингвистики и фольклора Института славяноведения АН. Главный редактор издательства «Индрик» (с 2000 г.).

## Биография
Мать, Тамара Петровна Агапкина, филолог, полонист, всю жизнь проработала в Институте славяноведения, в секторе славянских литератур.
Окончила филологический факультет МГУ в 1980 году, а в 1981—1983 годах училась в очной аспирантуре при кафедре фольклора МГУ. Там же в 1985 году защитила кандидатскую диссертацию «„Встреча весны“ в обрядовой поэзии восточных славян» по специальности «фольклористика».
С января 1984 года работает в Отделе этнолингвистики и фольклора Института славяноведения (младший научный сотрудник, затем старший научный сотрудник, ведущий научный сотрудник, главный научный сотрудник). В 2004 году получила степень доктора филологических наук по специальности «фольклористика» (диссертация «Мифопоэтические основы славянского народного календаря. Весенне-летний цикл»).
С 2000 года является главным редактором издательства «Индрик».

## Научная деятельность
Автор более чем 500 работ (монографий, студий, статей, публикаций архивных и полевых материалов), опубликованных в России, Украине, Белоруссии, Болгарии, Сербии, Словении, Франции и Америке. Является одним из авторов 5-томной энциклопедии «Славянские древности» (1995—2012), а также энциклопедического словаря «Славянская мифология» (М., 1995; 2002; 2010; Белград, 2001).
Одна из организаторов и соавторов серии «Традиционная духовная культура славян» (издательство «Индрик»), в рамках опубликовано более 50 авторских монографий.
Монографии
- Этнографические связи календарных песен. Встреча весны в обрядах и фольклоре восточных славян. М., 2000.
- Мифопоэтические основы славянского народного календаря. Весенне-летний цикл. М., 2002.
- Восточнославянские лечебные заговоры в сравнительном освещении: Сюжетика и образ мира. М., 2010.
- Деревья в славянской народной традиции. Очерки. М., 2019.
- Заговоры из архивных источников XVIII - первой трети XX в. В 2 тт. Т. 1. М., 2023.

В соавторстве:
- Полесские заговоры (в записях 1970—1990-х гг.) / Сост., подготовка текстов и примеч. Т. А. Агапкиной, Е. Е. Левкиевской, А. Л. Топоркова. М., 2003.
- Восточнославянские заговоры: Материалы к функциональному указателю сюжетов и мотивов. Аннотированная библиография / Авторы-составители Т. А. Агапкина, А. Л. Топорков. М., 2014.
- Сисиниева легенда в фольклорных и рукописных традициях Ближнего Востока, Балкан и Восточной Европы. М., 2017.